# The Marriage Lie
The Marriage Lie er en amerikansk stumfilm fra 1918 af Stuart Paton.

## Medvirkende
- Carmel Myers - Eileen Orton
- Kenneth Harlan - Douglas Seward
- Harry Carter - Terence Carver
- William Quinn - 'Parson' Dye
- Joseph W. Girard - Jim Orton